# Chery A1

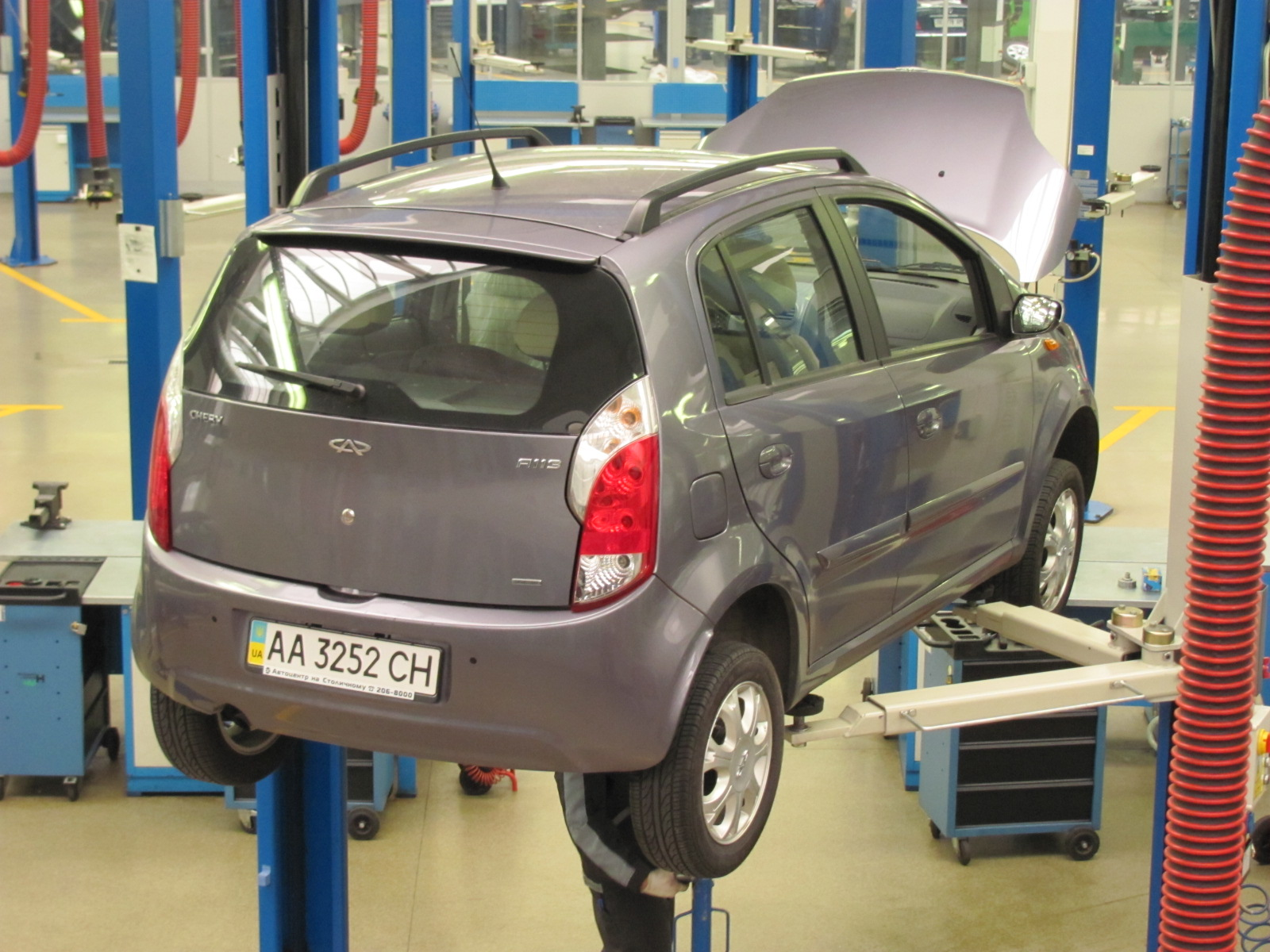
Heckansicht des Chery A1 im Chery Service Shop Ukraine

Der Chery A1, in Serbien Chery Ego, ist ein Kleinwagen des chinesischen Herstellers Chery Automobile.

## Beschreibung
Der A1 wird von Chery selbst als das erste chinesische Weltauto bezeichnet und ist entsprechend für einen weltweiten Vertrieb gedacht. Formal wurde das Fahrzeug erstmals auf der Auto Shanghai 2007 gezeigt. Angetrieben wird der A1 von einem 1,3-l-Motor mit einer maximalen Leistung von 62 kW. Der Wagen hat serienmäßig Fahrer- und Beifahrer-Airbags.
In Ägypten wird der A1 in Lizenz als Speranza A113 gefertigt. In Italien wurde das Modell von DR Automobiles in Lizenz gebaut und unter dem Namen DR 2 vertrieben, formal gezeigt wurde es so erstmals auf dem Genfer Auto-Salon 2009.